# Малолеткова, Татьяна Михайловна
Татьяна Михайловна Малолеткова (12 января 1914—20 мая 1997) — передовик советского сельского хозяйства, доярка совхоза «Канаш» Шенталинского района Куйбышевской области, Герой Социалистического Труда (1958).

## Биография
Родилась в 1914 году в селе Черёмуховая Слобода, ныне Новошешминский район республики Татарстан. Русская.
Окончив 4 класса школы трудоустроилась прядильщицей на ткацкой фабрике в городе Наволоки Ивановской области. В 1941 году приехала в гости к своей сестре в Романовку Шенталинского района. Началась война, которая не позволила Татьяне вернуться в Ивановскую область. С 1942 года она начала работать в полеводческой бригаде совхоза "Канаш", затем подсобной рабочей на стройке, позже скотником - подвозила корма и участвовала в перегоне скота на бойню.
В 1947 году перешла работать дояркой на ферму. Вскоре вошла в число передовиков производства. В 1949 году она первая преодолела рубеж в 5000 кг молока от одной коровы. В 1950 году через районную газету обратилась ко всем дояркам области с просьбой включиться в соревнование по надою 5500 кг молока от одной головы КРС. Её призыв поддержали сотни работников. По итогам соревнования Татьяна Михайловна оказалась четвёртой, но рубеж преодолела.
Указом Президиума Верховного Совета СССР от 21 ноября 1958 года за выдающиеся производственные достижения Татьяне Михайловне Малолетковой было присвоено звание Героя Социалистического Труда с вручением ордена Ленина и медали «Серп и Молот».
Неоднократно принимала участие и становилась призёром Всесоюзной выставки достижений народного хозяйства. На протяжении 25 лет работы дояркой постоянно соревновалась со своей подругой П.А. Даркаевой.
Избиралась депутатом Шенталинского районного Совета депутатов трудящихся (1957) и депутатом Куйбышевского областного Совета депутатов трудящихся (1961).
В 1972 году вышла на заслуженный отдых.
Проживала в селе Романовка. Умерла 20 мая 1997 года.

## Награды
- золотая звезда «Серп и Молот» (21.11.1958)
- ордена Ленина (21.11.1958)
- другие медали.